# Mister Brown
Pour les articles homonymes, voir Brown.
Cet article possède un paronyme, voir Mr Brown (homonymie).
Pour plus de détails, voir Fiche technique et Distribution.
Mister Brown est un film américain réalisé par Roger Andrieux, sorti en 1972.

## Fiche technique
- Titre : Mister Brown
- Réalisation : Roger Andrieux
- Scénario : Roger Andrieux
- Photographie : Roger Andrieux
- Montage : Roger Andrieux
- Musique originale : John Lee Hooker
- Son : Phil Bedel, Joel Rochlin
- Société de production : Andrieux
- Pays d'origine :  États-Unis
- Langue : Anglais
- Format : Couleur
- Genre : Film dramatique
- Durée : 85 minutes
- Date de sortie : 
  - États-Unis : 16 novembre 1972

## Distribution
- Al Stevenson : George Brown
- Judith Elliotte : Clarissa Brown
- Tyrone Fulton : Mike Brown
- Jeannine Altobelli :
- Chuckie Bradley :
- Billy Green Bush (en) :
- Cheryl Carter :
- Charles Douglas :
- Michael Elliotte :